# لوفبورو (دائرة انتخابية في المملكة المتحدة)
لوفبورو (بالإنجليزية: Loughborough)‏ هي إحدى الدوائر الانتخابية في المملكة المتحدة الممثلة في مجلس العموم في برلمان المملكة المتحدة.
عضو البرلمان الذي يمثلها حالياً هو :Mr Andy Reed (Lab/Co-op).